# Suore orsoline di Maria Immacolata
Le Suore Orsoline di Maria Immacolata sono un istituto religioso femminile di diritto pontificio: i membri di questa congregazione, dette Orsoline di Piacenza, pospongono al loro nome la sigla O.M.I.

## Storia
Il collegio delle Orsoline sorse a Piacenza per iniziativa della duchessa Margherita de' Medici, vedova di Odoardo I Farnese, desiderosa di far nascere nella città un istituto per l'educazione delle fanciulle nobili a imitazione del collegio delle dame Orsoline di Parma.
La scuola venne aperta il 17 febbraio 1649 con il nulla osta del vescovo di Piacenza Alessandro Scappi: i gesuiti, cui era stata affidata la direzione spirituale dell'istituto, diedero l'incarico di organizzare la comunità di religiose insegnanti alla nobile vedova Brigida Morello (1610-1679), considerata la fondatrice della congregazione.
Nel 1920, per iniziativa di Maria Lucrezia Zileri dal Verme, l'istituto venne unito a quello delle Orsoline del Sacro Cuore di Parma, ma le due congregazioni tornarono autonome nel 1923.
Le costituzioni delle orsoline di Piacenza vennero approvate ad experimentum dalla Santa Sede il 24 giugno 1928: il 16 giugno 1936 la congregazione ottenne il riconoscimento di istituzione di diritto pontificio e vide approvate definitivamente le sue costituzioni.
La Morello è stata beatificata da papa Giovanni Paolo II nel 1998.

## Attività e diffusione
Le orsoline si dedicano prevalentemente ad attività di tipo educativo (istruzione, catechesi, gestione di asili e residenze universitarie), all'animazione parrocchiale e a opere medico-sanitarie.
Oltre che in Italia, sono presenti in India, Brasile, Tanzania, Kenya e Libia: la sede generalizia è a Roma.
Al 31 dicembre 2005 l'istituto contava 801 religiose in 96 case.